# Desmond Davis
Pour les articles homonymes, voir Davis.
Desmond Davis est un cadreur, réalisateur et scénariste britannique né le 24 mai 1926 à Londres (Royaume-Uni) et mort le 3 juillet 2021.

## Filmographie (réalisateur)

### Cinéma
- 1964 : La Fille aux yeux verts (Girl with Green Eyes)
- 1965 : L'Oncle (The Uncle)
- 1966 : Le Retour (I Was Happy Here)
- 1967 : Deux Anglaises en délire (Smashing Time)
- 1969 : A Nice Girl Like Me
- 1981 : Le Choc des Titans (Clash of the Titans)
- 1984 : Témoin indésirable (Ordeal by Innocence)

### Télévision

#### Téléfilm
- 1955 : Baker's Dozen
- 1979 : Measure for Measure
- 1979 : The Spirit of Adventure: Night Flight
- 1981 : The Man of Destiny
- 1982 : The Adventures of Little Lord Fauntleroy
- 1982 : Russian Night... 1941
- 1983 : Le Signe des quatre (The Sign of Four)
- 1984 : The Country Girls
- 1984 : La Dame aux camélias (Camille)
- 1986 : L'Inconnu de Florence (Love with the Perfect Stranger)
- 1987 : In a Glass Darkly
- 1988 : Freedom Fighter
- 1989 : Au péril de ma vie (The Man Who Lived at the Ritz)
- 1994 : L'Éternel Voyageur (Doggin' Around)

#### Série télévisée
- 1955 : Lilli Palmer Theatre (1 épisode)
- 1957 : The Adventures of Aggie (1 épisode)
- 1957 : The Adventures of Sir Lancelot (1 épisode)
- 1958 : Fair Game
- 1958-1959 : Tales from Dickens (3 épisodes)
- 1972 : Follyfoot (5 épisodes)
- 1973 : Wessex Tales, mini-série (1 épisode)
- 1974 : Play for Today (1 épisode)
- 1976 : Chapeau melon et bottes de cuir (The New Avengers) (1 épisode)
- 1977 : Wings (2 épisodes)
- 1977 : Centre Play (2 épisodes)
- 1982 : BBC2 Playhouse (1 épisode)
- 1982 : The Agatha Christie Hour (1 épisode)
- 1991 : The Chief (en) (6 épisodes)

## Distinctions

### Récompenses
- National Board of Review 1964 : Meilleur réalisateur pour La Fille aux yeux verts
- Festival international du film de Saint-Sébastien 1966 : Coquille d'or pour I Was Happy Here
- MystFest 1983 : Meilleur réalisateur pour The Sign of Four

### Nominations
- Mostra de Venise 1964 : Lion d'or pour La Fille aux yeux verts
- MystFest 1983 : Meilleur film pour The Sign of Four
- British Academy Television Awards 1984 : Meilleur téléfilm dramatique pour The Country Girls
- Fantasporto 1985 : Meilleur film pour The Sign of Four